# Chris Cusiter
Chris Cusiter, nascut el 13 de juny de 1982 a Aberdeen (Escòcia) és un jugador de rugbi a XV escocès, evolucionant al lloc de mig de melé. L'abril de 2007, va signar un contracte de dos anys amb l'USAP de Perpinyà, on també hi ha el seu compatriota Nathan Hines.
El seu primer partit internacional va ser el 14 de febrer de 2004 a Cardiff amb la selecció d'Escòcia contra Gal·les, perdent per 23 a 10.
Escriu regularment cròniques sobre el rugbi al lloc web de la BBC.

## Clubs professionals
- Border Reivers 2003-2007
- USAP (Perpinyà) 2007-

## Palmarès
- 31 partits amb la selecció escocesa des de 2004 (a dia al 15/04/2007).
- 1 assaig amb la selecció escocesa.
- Participació en 4 edicions del Torneig de les Sis Nacions[3]
- 1 partit amb els Lleons britànics i irlandesos.